# Athena Lemnia
L'Athena Lemnia (detta "La Bella") era una delle tre statue  presenti nell'Acropoli di Atene  in onore della dea della saggezza Atena. Tutte le statue furono create da Fidia nel V secolo a.C.. Si ergeva su un piedistallo all'aperto ed era considerata la più bella opera dello scultore, il quale era talmente fiero della sua creazione da aver inciso su di essa il proprio nome.

## Storia e descrizione
L'originale bronzeo di Fidia, eseguito tra il 451 e il 448 a.C. per gli Ateniesi che erano andati come cleruchi, cioè come coloni, ad abitare l'isola di Lemno, è noto soltanto da pochissime repliche in marmo di età romana, assemblate dall'archeologo tedesco Adolf Furtwängler il quale unì la testa rinvenuta nei pressi del Rione Terra a Pozzuoli e la Testa Palagi conservata a Bologna (quest'ultima ritenuta dagli studiosi la più fedele all'originale), a due corpi molto simili tra loro conservati a Dresda.
La statua si ergeva su un piedistallo all'aperto, sull'Acropoli di Atene. La dea è in atteggiamento assorto e pensoso; le guance morbide e il naso armonico ne accentuano la bellezza, celebrata da numerosi scrittori antichi tra cui Luciano di Samosata, che la definiva l'«opera» per antonomasia di Fidia, e Pausania, che precisava: «la più notevole delle opere di Fidia è la statua di Atena detta Lemnia, dal nome dei suoi donatori». Caratteristica è anche la capigliatura, modellata in ciocche simmetriche che danno una sensazione di corposità e morbidezza.
Il capo della dea è cinto da una tenia, la tipica fascia onoraria presente sulla fronte di molte statue classiche.
La statua presenta la dea che, appoggiata alla lancia, si toglie l'elmo con una mano, lasciando  l'egida cadere di traverso sul busto: questo gesto particolare è simbolo di pace. Nelle pieghe del peplo si possono riscontrare notevoli giochi di chiaroscuro. Il volto girato verso destra bilancia il braccio sinistro alzato.

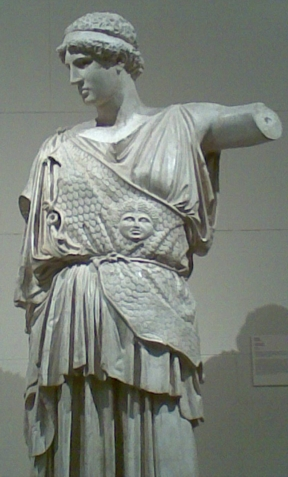
Ricostruzione di Adolf Furtwängler, Staatliches Museum, Albertinum, Dresda (calco del Museo Pushkin, Mosca)